# هوميا تيكتيك

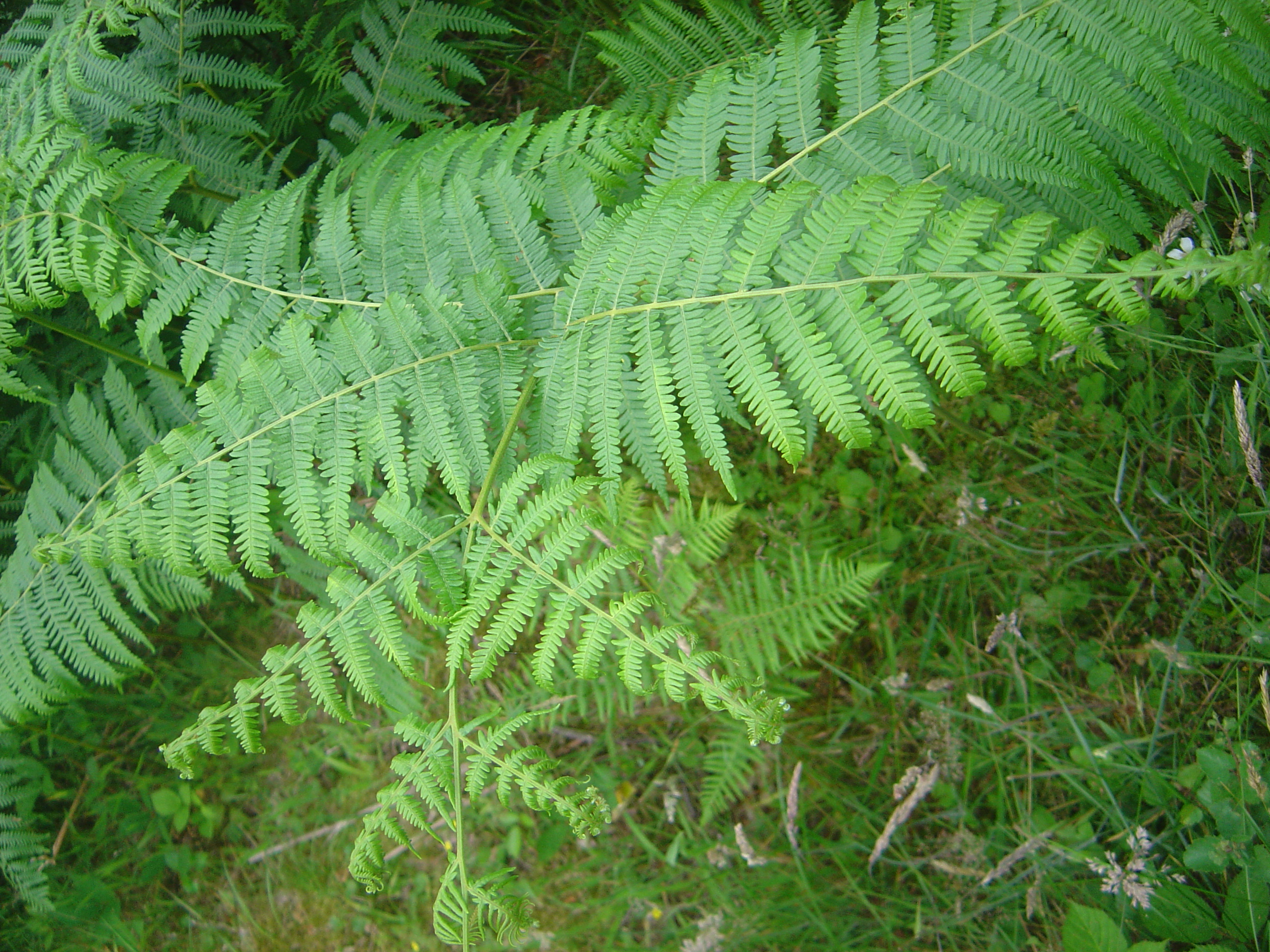
أروهي (السرخس)، نبات هوميا-تيكتيك

هوميا تيكتيك (بالإنجليزية: Haumia Tiketike)‏ في ميثولوجيا الماوري، هو رب النباتات البرية، ورب السياج والطعام الذي لا تنتجه الزراعة، أي التوت والجذور البرية. وهو شقيق رونغو، رب الطعام الزراعي.